# Aga Honigberger
Aga Honigberger (* 17. November 1922 (1921) in Mühlbach; † 2012, auch Agathe Honigberger) war eine deutsche Keramikerin.

## Leben und Werk
Aga Honigberger absolvierte in Mühlbach eine Töpferlehre. Um 1945 kam sie aus Siebenbürgen in die Sowjetische Besatzungszone. Sie studierte von 1947 bis 1952 an der Burg Giebichenstein – Kunstschule und Werkstätten der Stadt Halle-Saale. 1952 legte sie außerdem die Gesellenprüfung als Töpferin ab. Von 1951 bis 1954 war sie in Berlin Mitarbeiterin in der Versuchswerkstatt von Waldemar Grzimek und stand dort für Grzimek auch Modell. Hedwig Bollhagen berichtete, dass Aga Honigberger mit Grzimek befreundet war. Bei Grzimek arbeitete sie bis 1953 mit Christa Cremer zusammen. Daneben studierte sie bei Wolfgang Henze an der Hochschule für freie und angewandte Kunst Berlin-Weißensee Glasurtechnik. Dann arbeitete sie als freischaffende Keramikerin. Ab 1955 hatte sie ihre Werkstatt auf dem Grundstück Grzimeks in Schönschornstein.
Aga Honigberger war in der DDR, in der Bundesrepublik Deutschland, der Sowjetunion, in Bulgarien, China und Finnland auf Ausstellungen vertreten. 1962 erhielt sie ein Ehrendiplom der Internationalen Keramikausstellung (AIC) in Prag. Sie war Mitglied des Verbands Bildender Künstler der DDR.
Arbeiten Aga Honigbergers befinden sich u. a. im Kunstgewerbemuseum Berlin im Schloss Köpenick und im Heimatmuseum Erkner.

## Ausstellungen (unvollständig)

### Personalausstellungen
- 1966/1967: Greifswald, Kulturhistorisches Museum (mit Christa Jeitner und Dora und Hubert Kleemann)
- 1984: Frankfurt/Oder, Galerie Gallus (Verkaufsausstellung; mit Günter Neubauer)

### Ausstellungsbeteiligungen
- 1958 und 1976: Berlin, Bezirkskunstausstellungen
- 1975/1976: Dresden, Albertinum („Der Bauer und seine Befreiung. Kunst vom 15. Jahrhundert bis zur Gegenwart“)
- 1979 und 1985: Frankfurt/Oder, Bezirkskunstausstellungen